# Крошка Ру
Крошка Ру (англ. Baby Roo) — детёныш кенгуру, герой книги английского писателя А́лана Алекса́ндра Ми́лна об игрушечном медвежонке Винни-Пухе. Своё русское имя получил благодаря переводчику книги Борису Заходеру. Первым иллюстратором книги, создавшим привычный русскому читателю образ Крошки Ру (1960), стала Алиса Порет. Ру и его мать, Кенга — единственная пара зверей одного вида в книге, близкое родство подчёркнуто и сочетанием их имён.

## Сюжет
Крошка Ру участвует в приключениях Винни-Пуха и его друзей: маленького поросёнка Пятачка, игрушечного ослика Иа-Иа, совы, которую зовут Сова, живого Кролика и мальчика Кристофера Робина.
Крошка Ру появляется в главе «В которой Кенга и Крошка Ру появляются в лесу, а Пятачок принимает ванну». В тексте этой главы Ру описан как самый маленький персонаж книги (об этом говорит Кролик). Большинство иллюстраторов изображают Крошку Ру немного меньше Пятачка. (В одном из эпизодов главы Пятачок подменил Ру в сумке Кенги, и она не заметила подмены.)

## Происхождение
Как и большинство персонажей сказки «Винни Пух», Крошка Ру был создан по образу одной из игрушек Кристофера Робина, однако, в отличие от других героев сказки, плюшевый оригинал Крошки Ру был утерян в 30-х годах.

## Психологический анализ
В своих материнских заботах о Ру Кенга зачастую заходит очень далеко, применяя — единственные в книгах — наказания: купает Ру в холодной воде, предупреждая, чтобы он не стал «маленьким и слабым, как Пятачок», моет ему рот с мылом и даёт противное лекарство. 
В 2000 рядом педиатров из Университета Далхаузи в Галифаксе, Новая Шотландия, в журнале Канадской медицинской ассоциации было опубликовано шуточное психологическое исследование крошки Ру, о чём сообщило агентство Рейтер и газета «Аргументы и факты». Они, ссылаясь на воспитание крошки Ру в неполной семье и возможное плохое влияние его старшего друга Тигры, пишут:

Мы предсказываем, что когда-нибудь увидим малолетнего преступника Ру, болтающегося поздно вечером по улицам в верхней части леса, земля которых завалена разбитыми бутылками из-под экстракта солода и окурками папиросок с чертополохом.
Оригинальный текст (англ.)
We predict we will someday see a delinquent, jaded, adolescent Roo hanging out late at night at the top of the forest, the ground littered with broken bottles of extract of malt and the butts of smoked thistle.

«Нью-Йорк Таймс» отметила, что вопрос о судьбе отца Ру относится к тому же ряду вопросов, как и «Где штаны Пуха?»
Вадим Руднев в своей книге «Винни Пух и философия обыденного языка» (ISBN 5-7784-0109-4) отмечает сексуально-фрейдистский подтекст взаимоотношений Ру и Тигры.